# Prieuré Saint-Nicolas de Courson
Le prieuré Saint-Nicolas de Courson est un ancien prieuré situé le territoire de la commune de Morienval, en France

## Généralités
Les bâtiments du prieuré sont situés en forêt de Compiègne, dans une gorge abrupte et se trouvent à la limite nord du territoire de la commune de Morienval, non loin du hameau de du Four d’en-haut dans le département de l'Oise, en région des Hauts-de-France, en France.

## Historique
Le prieuré est fondé au cours du XIIe siècle, sous le nom de Sanctus Nicolaus in Cuisia, et son église est achevée en 1185. Il est possiblement établi à la place d'un ancien ermitage dépendant des bénédictins qui s'étaient installés en ce lieu du fait de la proximité de la « chaussée Brunehaut »,. En 1545, un étang est creusé à côté du prieuré. En 1632, le prieuré passe sous la tutelle de l'abbaye de Marmoutiers, près de Tours. Durant la fronde, il subit le saccage des troupes de Condé et l'église est partiellement démolie en 1787,, ; les murs de l'enclos le sont en 1822. En 1791, lors de révolution française, le prieuré est vendu comme bien national.
L'ancien prieuré est classé au titre des monuments historiques par arrêté du 7 juin 1905.
À partir du XVIIIe siècle, les bâtiments sont loués à divers bûcherons, et actuellement habité par un garde forestier.

## Description
À l'origine, le prieuré était constitué de six maisons.
Transformée en bâtiment d'habitation, l'église conserve quelques détails de son passé : elle suivait un plan rectangulaire à nef unique sur trois travées, percée de larges fenêtres en arc brisé, dont certaines sont ornées de colonnettes,. La façade à pignons conserve un grand arc en tiers-point, avec tores et longues colonnettes à chapiteaux réguliers ainsi que des pilastres terminés en larmier. Du côté nord se trouve une corniche formées de feuilles divisées en lobes arrondis.